# Lonchura leucogastroides
El capuchino de Java (Lonchura leucogastroides) es una especie de ave paseriforme de la familia Estrildidae propia del sur de Sumatra, Java, Bali y Lombok, pertenecientes a Indonesia. Ha sido introducido en Singapur.